# Aplysina fistularis
Aplysina fistularis är en svampdjursart som först beskrevs av Peter Simon Pallas 1766.  Aplysina fistularis ingår i släktet Aplysina och familjen Aplysinidae.
Artens utbredningsområde är Karibiska havet. Inga underarter finns listade i Catalogue of Life.

## Bildgalleri

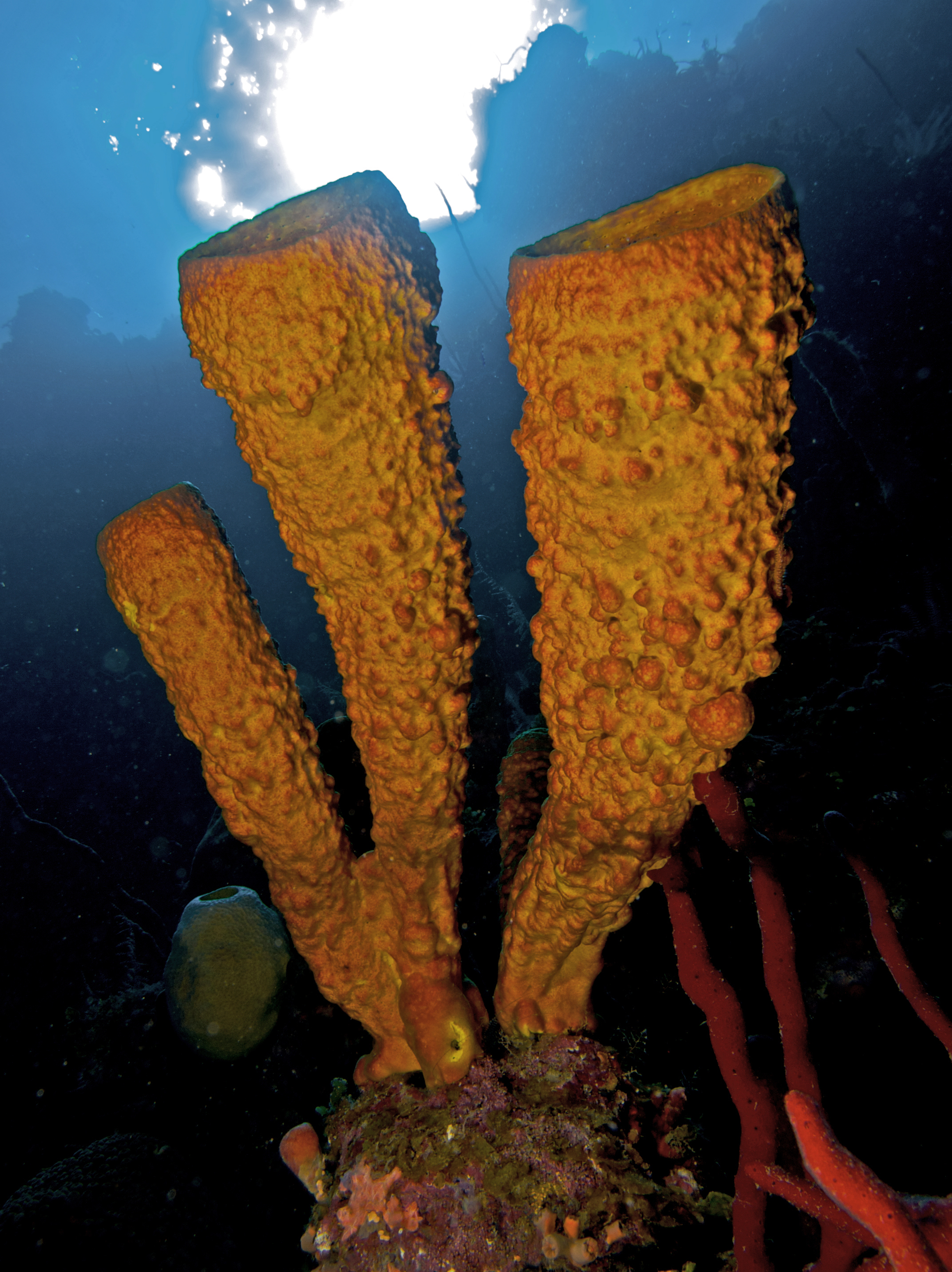
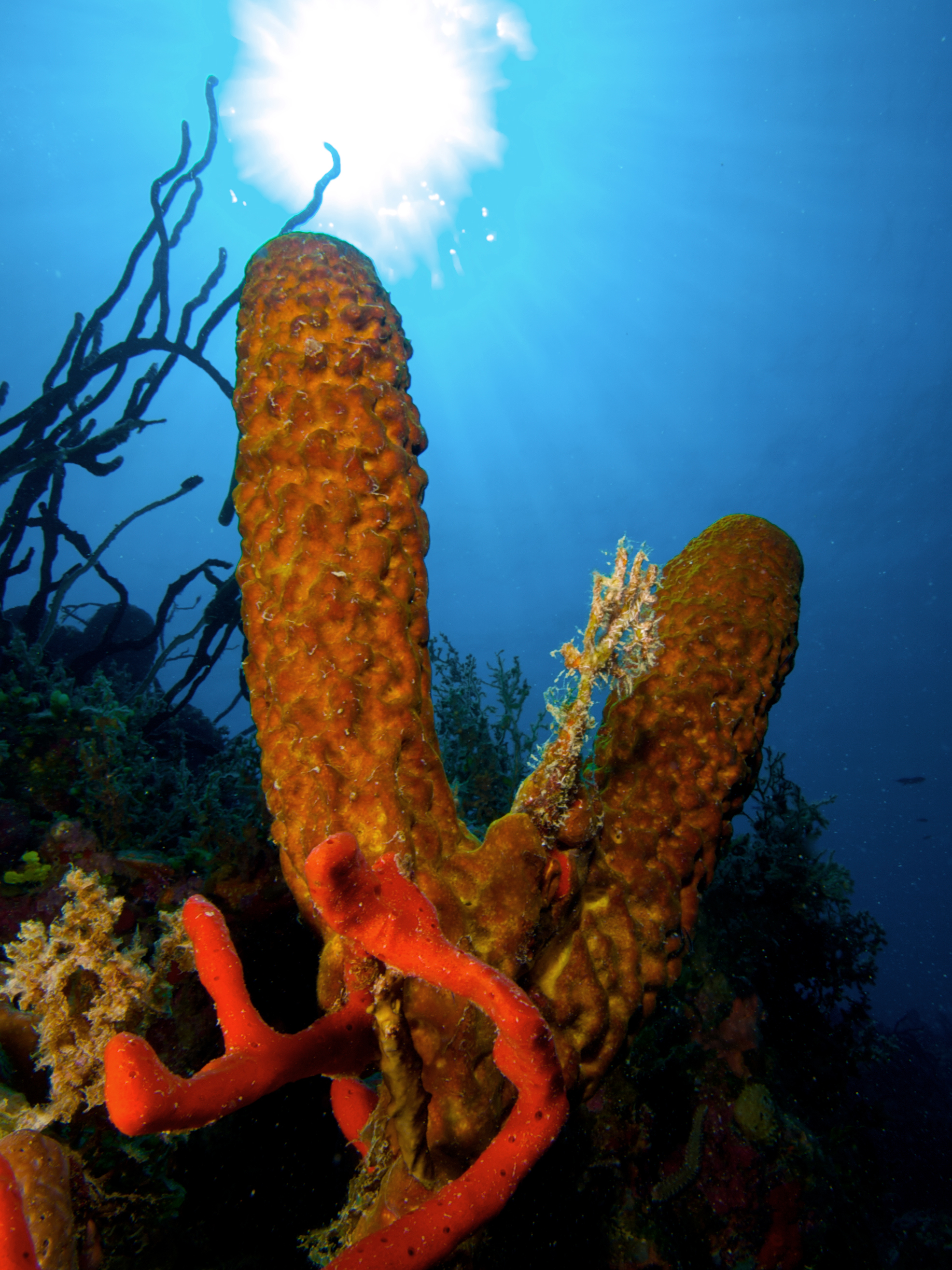
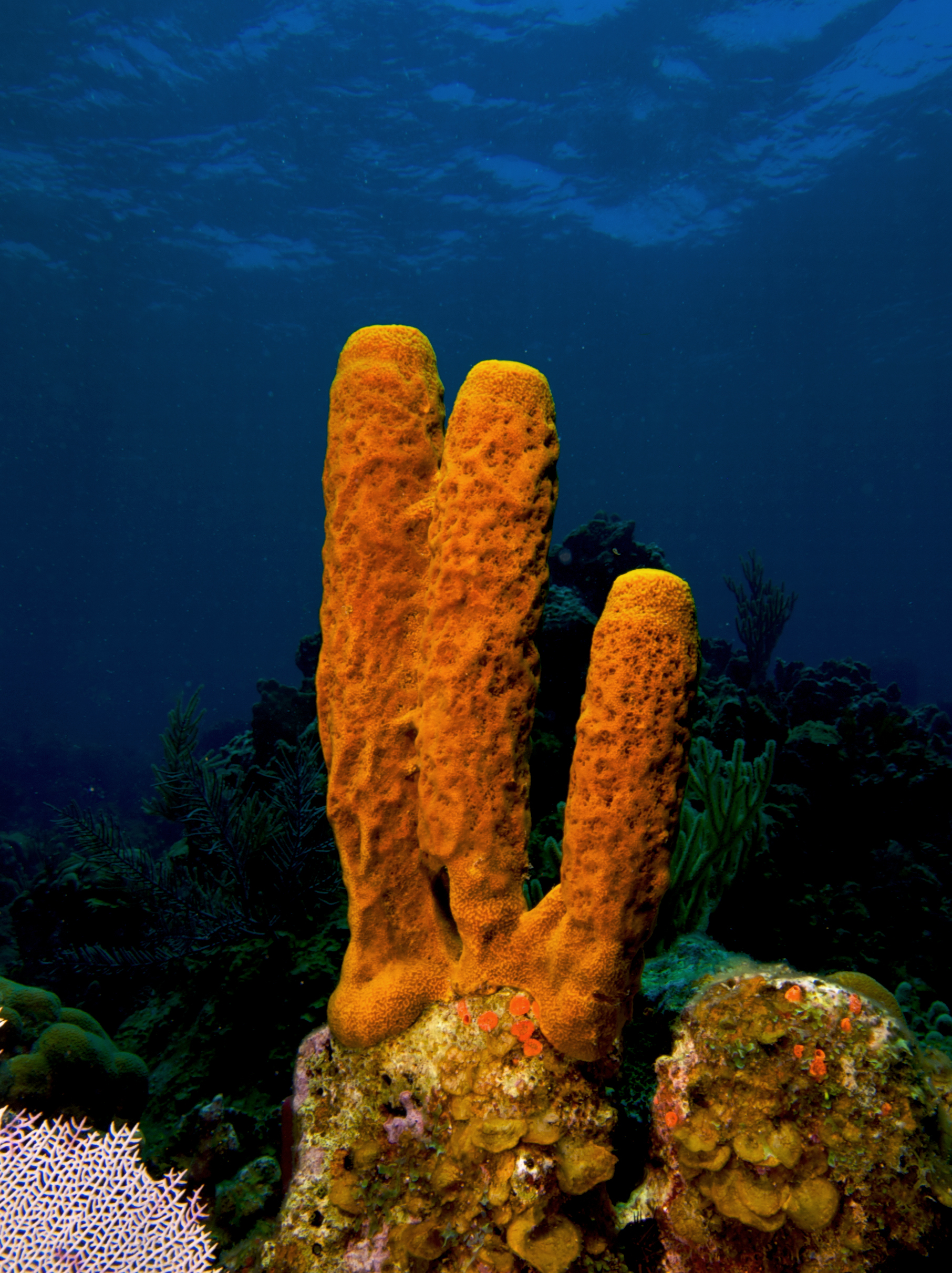
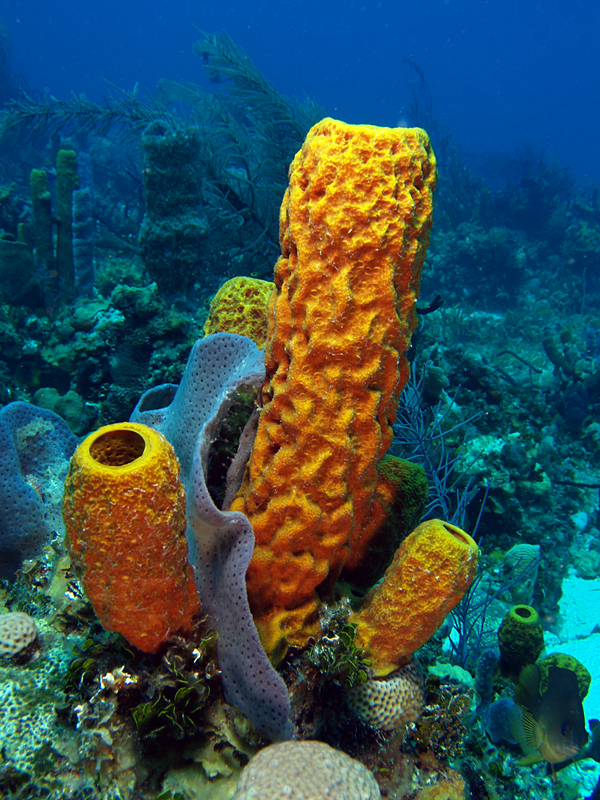
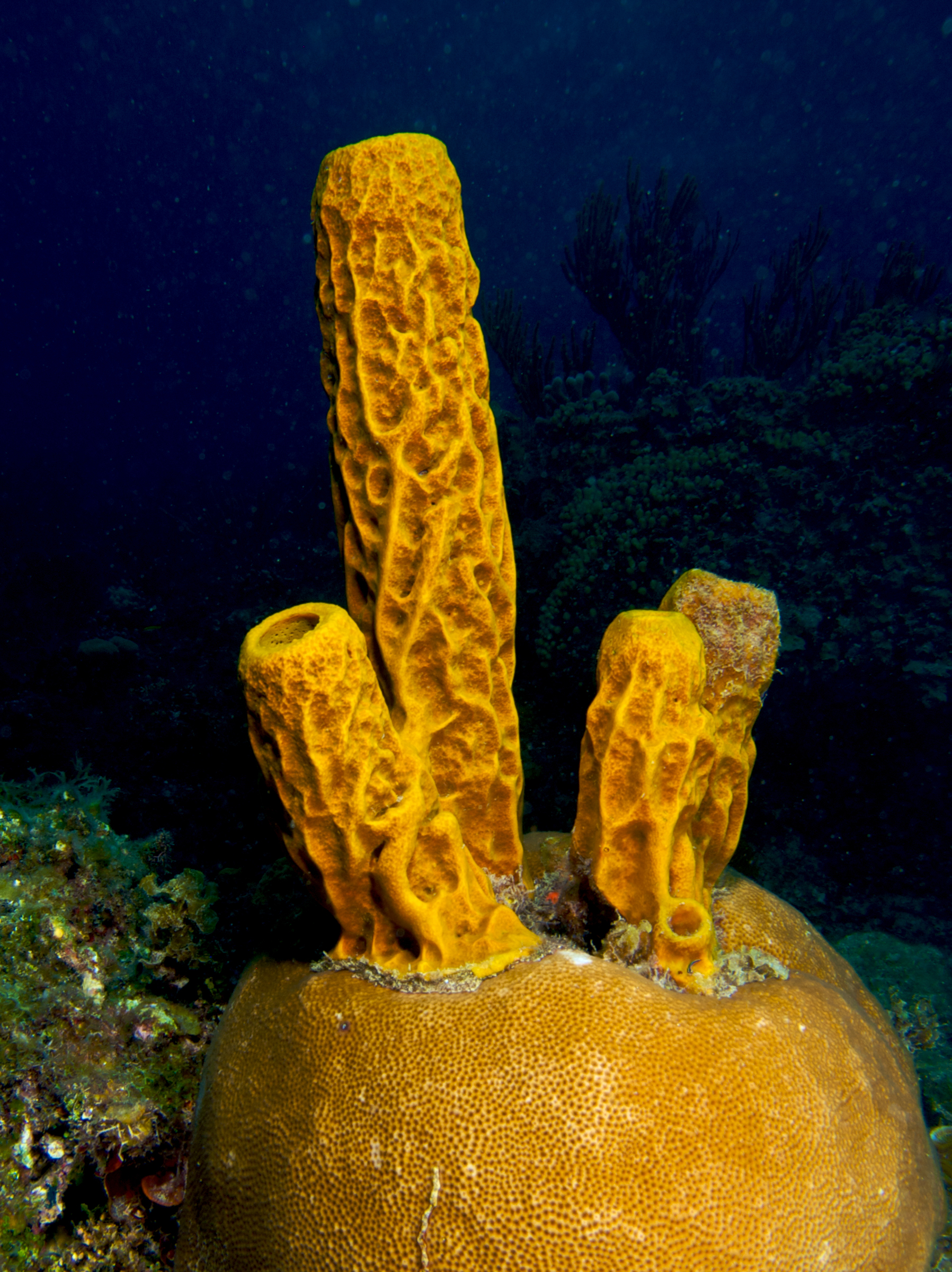